# Honskirch
Honskirch település Franciaországban, Moselle megyében. Lakosainak száma 213 fő (2022. január 1.). Honskirch Hazembourg, Kirviller, Altwiller, Hinsingen és Vittersbourg községekkel határos.

## Népesség
A település népességének változása:
| Lakosok száma | 194  | 194  | 189  | 196  | 224  | 224  | 224  | 221  | 218  | 213  |
|               | 1968 | 1982 | 1990 | 2006 | 2013 | 2015 | 2017 | 2019 | 2020 | 2022 |